# クリントン・モリソン
クリントン・モリソン（Clinton Morrison、1979年5月14日 - ）は、イングランド・ワンズワース・ロンドン特別区出身の元サッカー選手。現在はサッカー評論家。。
出身はロンドンだが、祖母の1人がアイルランド人であるため、代表チームはアイルランドを選択している。ジャマイカおよびトリニダード・トバゴの血も引く。

## 来歴

### クラブ
1998年5月に2部所属のクリスタル・パレスFCでデビュー。翌1998-99シーズンからレギュラー入りし13ゴール、更に99－00、00-01シーズンも14ゴールを挙げる。01-02シーズンには26ゴールを記録し、FAプレミアリーグ所属のバーミンガム・シティFCにトレードで移籍。なおこの時、バーミンガムからクリスタル・パレスに出されたのがアンディ・ジョンソンであった。
しかしバーミンガムではレギュラーポジションを確保することが出来ず、結局04-05シーズンまで3季所属して87試合出場14ゴールに終わる。
2005年8月に再び2部所属のクリスタル・パレスに復帰。05-06シーズンは13ゴールを挙げ、以降も06-07シーズンは12ゴール、07-08シーズンは4月10日現在14ゴールと、コンスタントにシーズン10数ゴールを計算出来るストライカーとして活躍している。
08-09シーズン前にコヴェントリー・シティFCに移籍した。ここでも2年連続2桁ゴールの安定した成績を残した。2010年7月、シェフィールド・ウェンズデイFCへ移籍。
13-14シーズン限りでコルチェスター・ユナイテッドFCを退団。2014年11月27日、フットボールリーグ2のエクセター・シティFCに加入した。
2017年にミックルオーバー・スポーツFCを最後に現役を引退。引退後は、スカイスポーツなどでコメンテーターを務めている。

### 代表
アイルランド代表では2002ワールドカップ後に主力の一角を担うようになり、ロビー・キーンのパートナーとしてEURO2004予選、2006ワールドカップ予選を戦っている。2002ワールドカップの本戦ではメンバーには選出されたが試合には出場できなかった。

## 代表歴

### 出場大会
- アイルランド代表
  - 2002 FIFAワールドカップ

### 試合数
- 国際Aマッチ 36試合 9得点（2001年-2006年）[2]

| アイルランド代表 | 国際Aマッチ | 国際Aマッチ |
| 年               | 出場        | 得点        |
| ---------------- | ----------- | ----------- |
| 2001             | 3           | 1           |
| 2002             | 6           | 2           |
| 2003             | 6           | 2           |
| 2004             | 10          | 2           |
| 2005             | 8           | 2           |
| 2006             | 3           | 0           |
| 通算             | 36          | 9           |